# Eosentomon carolae
Eosentomon carolae är en urinsektsart som beskrevs av Bruno Condé 1947. Eosentomon carolae ingår i släktet Eosentomon och familjen trakétrevfotingar. Inga underarter finns listade i Catalogue of Life.